# Linia kolejowa nr 950
Linia kolejowa nr 950 – jednotorowa, zelektryfikowana linia kolejowa znaczenia miejscowego, łącząca rejon TGA z rejonem TGE na stacji Tarnowskie Góry.